# Sandl
Sandl je obec v Horním Rakousku v okrese Freistadt v Mühlviertelu; má 1367 obyvatel (stav k 1. lednu 2022). Má katastrální území Hacklbrunn, Königsau, Pürstling a Sandl.

## Geografie
Severní okraj území obce leží na česko–rakouské hranici a sousedí s územím obce Pohorská Ves. Sandl se nachází v nadmořské výšce 927 m v Novohradských horách (německy Freiwald). Rozloha území obce činí cca 58 kilometrů čtverečních, z toho téměř tři čtvrtiny jsou zalesněné a přes dvacet procent se využívá zemědělsky. Západně od Sandlu se tyčí Viehberg (1112 m), východně Hengstberg (993 m) a severovýchodně 1072 m n. m. vysoký Kamenec (německy Steinberg), jehož vrchol je na českém území. Na území obce pramení řeka Malše.

## Části obce
Území obce zahrnuje tato sídla (počet obyvatel v závorce je uveden podle stavu k 1. lednu 2022):
- Eben (43)
- Größgstötten (67)
- Gugu (29)
- Hacklbrunn (76)
- Hundsberg (20)
- Königsau (31)
- Neuhof (44)
- Plochwald (2)
- Pürstling (54)
- Rindlberg (29)
- Rothenbachl (41)
- Sandl (606)
- Schönberg (10)
- Steinkreuz (62)
- Steinwald (74)
- Tafelberg (57)
- Viehberg (91)
- Weinviertl (31)
- Hubertussiedlung (42)
- Kohlstatt (76)
- Schanz (0)

Poznámka:
Schanz, který leží na česko–rakouské hranici, je od poloviny 20. století neobydlen. Vesnice Gugu má zvláštní status; leží na území tří obcí: Bad Großpertholz, Liebenau a Sandl; větší část je v obci Sandl.

## Pamětihodnosti a turistické zajímavosti
- Starý lesní úřad, dříve hrad Sandl
- Zámek Rosenhof, nový zámek a lesní úřad
- Farní kostel Sandl s barokním hlavním oltářem, dvěma bočními oltáři, oltářem Panny Marie a novými Pirchnerovými varhanami
- Hinterglasmuseum Sandl, asi 140 originálů ukazuje vývoj reverzní malby na sklo v Sandlu, jednom z nejdůležitějších míst tohoto umění.[2]
- Velký a Malý Rosenhoferteich: Malý rybník je oblíbeným místem ke koupání místních obyvatel, ale i hostů. Rybníky jsou také významnými biotopy vzácných rostlinných a živočišných druhů.
- Knobarade – legendární kámen na úpatí Viehbergu. Podle pověsti by se měl kámen každý rok na Štědrý večer otevřít a čert v něm počítá zlato.

## Partnerské město
Rudolfov, Česko